# Ladislav Halada
Ladislav Halada (16. listopadu 1931 Karviná – 20. ledna 1993 Praha) byl český malíř, grafik, básník a konstruktér.

## Život
Vystudoval Státní grafickou školu v Praze (1946–1950) u profesora Karla Müllera a Zdeňka Baláše. Po základní vojenské službě často střídal zaměstnání, věnoval se malování, psaní veršů a vývoji modelů ornitoptéry – letadel s mávajícími křídly, možnost jejich využití viděl i v civilní dopravě. Na základě těchto zkušeností realizoval divadelní rekvizitu – klobouky s mávajícími křídly pro představení „Ohňostroj“ v divadle Na Fidlovačce. Aby se mohl věnovat činnostem, o které se zajímal, živil se prací na brigádách, ilustrováním odborné technické literatury, spolupracoval s Václavem Merglem na reklamních spotech pro ČSA.
Na začátku 60. let vyrobil prototyp perspektografu a elipsografu a na oba přístroje podal patentovou přihlášku. Jejich hlavním úkolem bylo umožnit plynulé kreslení při zobrazování složitých tvarů ozubených kol a kruhových průmětů. Protože elipsograf překročil hranice čistě technického rýsování, nabídla se možnost využití mechanického zařízení pro filmovou animaci. Od roku 1963 pracoval na vývoji fázografu – zařízení pro rozkreslení plynulé přeměny tvarů a současně na rotačním nasvěcovači – zařízení pro filmovou animaci abstraktních tvarů pomocí světelného paprsku.
Jako výtvarník a technik, člen skupiny Syntéza, která měla ve svém programu kinetismus, realizoval na těchto zařízeních film „Svazky“ (režie: Jan Slávik, 1966) a „Slunce“ (režie: Václav Hapl, 1973). Na kreslených filmech technicky spolupracoval se Zdeňkem Smetanou. V roce 1968 byl fázografu udělen patent pro USA a v roce 1970 pro Velkou Británii. Krátký Film Barrandov fázograf prezentoval v ČSSR i v zahraničí (1970 Francie: Bulletin officiel dela Commission Supérieure technicue du Cinema Francais, 1971 Praha: Interkamera, 1973 Triennale Miláno), ale v roce 1977 jeho vývoj ukončil.
Od roku 1974 až do své smrti pracoval Ladislav Halada v n. p. Chirana jako strojní zámečník.

## Tvorba
Výběr textů, které psal celý život, prózu i verše uspořádal do sbírky „Anatomie Boha aneb vlnově vířivá podstata vesmíru“, kde zdůrazňuje potřebu nového pohledu na fyziku a hledá spojnici mezi vědou a vírou, které byly dlouho vnímány jako dva protilehlé a neslučitelné tábory. Práce není dokončena podle jeho posledních představ.

### Skupinová výstava
- Syntéza v Divadle hudby 12/1968–01/1969